# Наґпур (князівство)
Наґпурське князівство (*नागपूर, 1743 —1853 роки) — держава на півострові Індостан, що утворилося в результаті розширення Імперії Маратха. Керувалася представниками роду Бхонсле, які із послабленням влади пешви боролися зі Скіндіями та Холкарами за владу. Згодом було учасником війн з Британською Ост-Індською компанією. поразка в яких призвело до визнання у 1818 році британського протекторату. У 1853 році приєднано до Британської Індії.

## Історія
Після смерті 1707 року могольського падишаха Аурангзеба розпочався занепад Імперії Великих Моголів. Цим скористалися аристократи народу гондів, які під проводом Бакхт Буланда відновили власну державу Деогарх під протекторатом Великих Моголів. До 1720-х років з посиленням Імперії Маратха влада могольського падишаха на годнів майже не поширювалася. У 1739 році, скориставшись боротьбою за владу в державі гондів, у її справи втрутилася імперія Маратха: берарський намісник Раґходжі Бхонсле зумів захопити Наґпур, столицю гондів, поставивши на трон Бурхан-шаха. У 1740 році Раґходжі Бхонсле вступив у конфлікт з пешвою Баладжі Баджі Рао, ставши самостійним володарем Берару.
Разом з тим справи в державі Наґпур у 1743 році потребували нового втручання маратхів. Тоді Раґходжі встановив власну владу, проте не отримав титулу раджи. Протягом 1743—1745 років захопив у набобів Бенгалії міста Каттака. Чанда, Чаттісгарх та Самбалпур, змусивши також сплачувати чаух (данину). 1745 році оголосив себе магараджею.
На початку 1760-х років магараджі Наґпуру намагаються істотно розширити свої володіння, користуючись протиріччям між державами Деккану. Втім у 1764 році об'єднані сили пешви та Хайдарабату завдають війська магараджі важкої поразки, а 1765 році сплюндровано столицю князівства. Тому усі зусилля до початку 1770-х років були спрямовані на відродженні економіки, війська, відбудови столиці та фортів.
У 1772 році розпалася війна за трон, що тривала до 1775 році. Новий магараджа Мудходжі I встановив гарні стосунки з Радою дванадцяти на чолі із Наною Фарнавісом, що правили від імені пешви. Спільні війська з успіхом протистояли нізамам Хайдарабаду. Завдяки цьому 1785 року князівство отримало верхню частини долини Нармада та долину річки Мандала. Водночас встановлено вигідну угоду з Британською Ост-Індською компанією, яка сприяла захопленню наприкінці 1780-х років нижньої частини долини Нармада. Водночас вступає у конфлікт з магараджами Гваліору та Індору.
У 1802 році було укладено союз з князівствами Скіндії та Холкарів проти спроб Британської Ост-Індської компанію поширити владу на землях маратхів та в Деккані. Зрештою це призвело до другої англо-маратхської війни. У 1803 році у битвах при Асаі та Аргаоні війська Наґпуру зазнали важких поразок від британців. У 1804 році здобуто потужну фортецю Гавілгарх, після чого магараджа Раґходжі II вийшов з війни та уклав мир з британцями. За умовами угоди князівство поступилося своєю частиною Орісси та південним Бераром. що становило 1/3 території.
Важка поразка призвела до економічного занепаду, в результаті чого магараджа не зміг сплачувати платню найманця-піндарі, багатьох з яких було звільнено. Це призвело до утворення загонів грабіжників, що завдавали ще більшої школи підданцям магараджі. Зрештою у 1811 році піндари спалили передмістя Наґпуру, що на той час ледь відновився. У 1816 році було підписано угоду з Британською Ост-Індською компанією щодо спільник дій проти піндарі.
У 1817 році новий магараджа Мудходжі II підтримав пешву Баджі Рао II та Холкарів, які на той час виступили проти британців, розпочавши третю англо-маратхську війну. Втім у грудні того ж року війська магараджі зазнали нищівної поразки, а на початку 1818 року новому володарю нав'язано субсидіарний договір, що поставив князівство в залежність від Британської Ост-Індської компанії. Також було впроваджено посаду резидента, що контролював військові, фінансові відомства держави.
До 1830 року влада британського резидента була безмежною. Протягом 1830—1853 років магараджа здійснював обмежену внутрішню політику. У 1853 році після смерті Раґходжі III не було прямих спадкоємців, тому відповідно до Доктрини виморочених володінь князівство Наґпур було приєднано до Британської Індії. незважаючи на названого сина магараджі Джаноджі оскаржити це рішення. Останній під час Сипайського повстання очолив повсталих в межах колишнього князівства. Нащадки цього роду діяв до тепер, Нагпурських Бхонсле очолює Мудходжі IV.

## Магараджі
- Раґходжі I (1738—1755)
- Джаноджі (1755—1772)
- Сабаджі (1772—1775)
- Мудходжі I (1775—1788)
- Раґходжі II (1788—1816)
- Парсоджі (1816—1817)
- Мудходжі II (1816—1818)
- Раґходжі III (1818—1853)